# STS-88

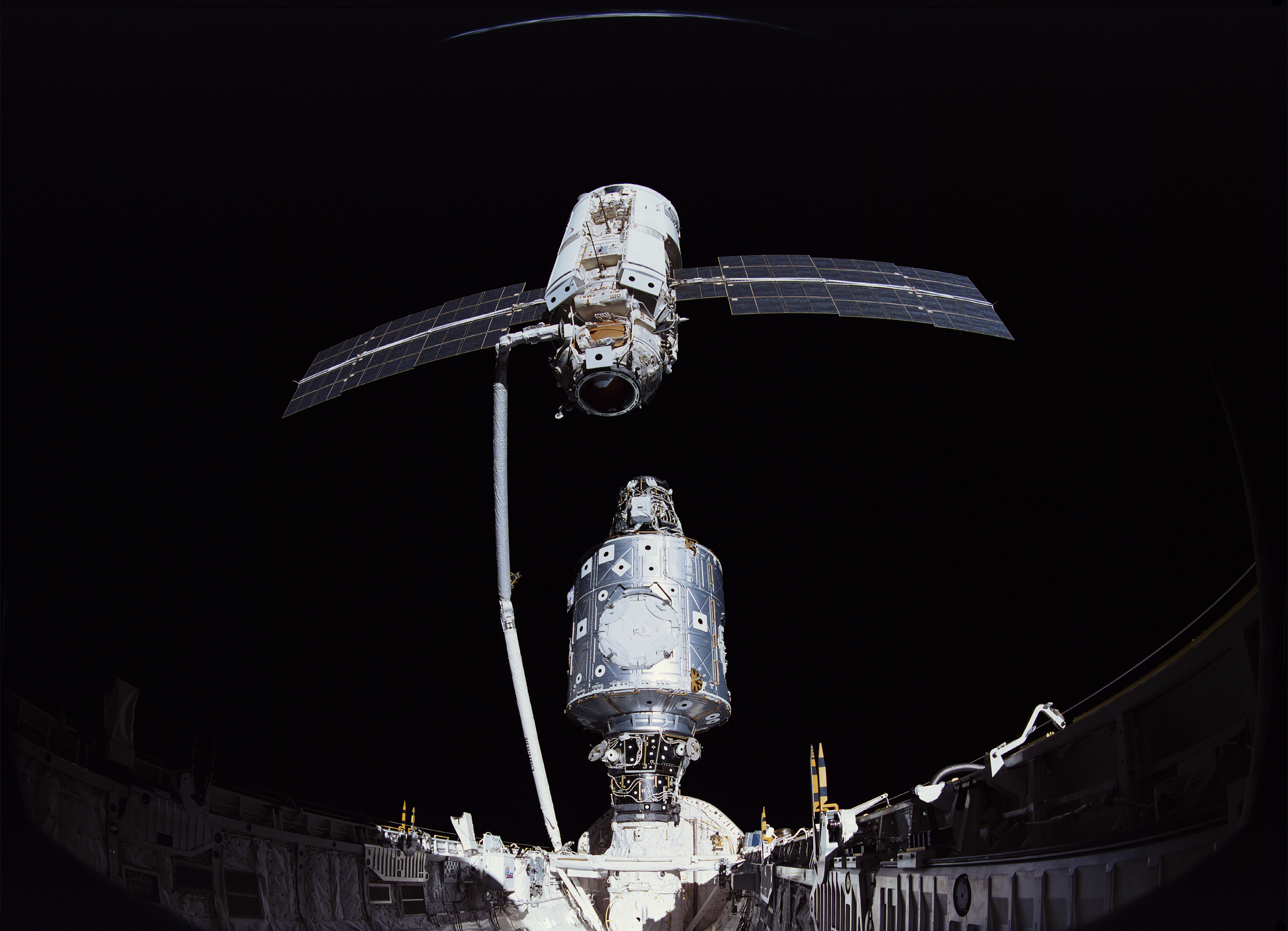

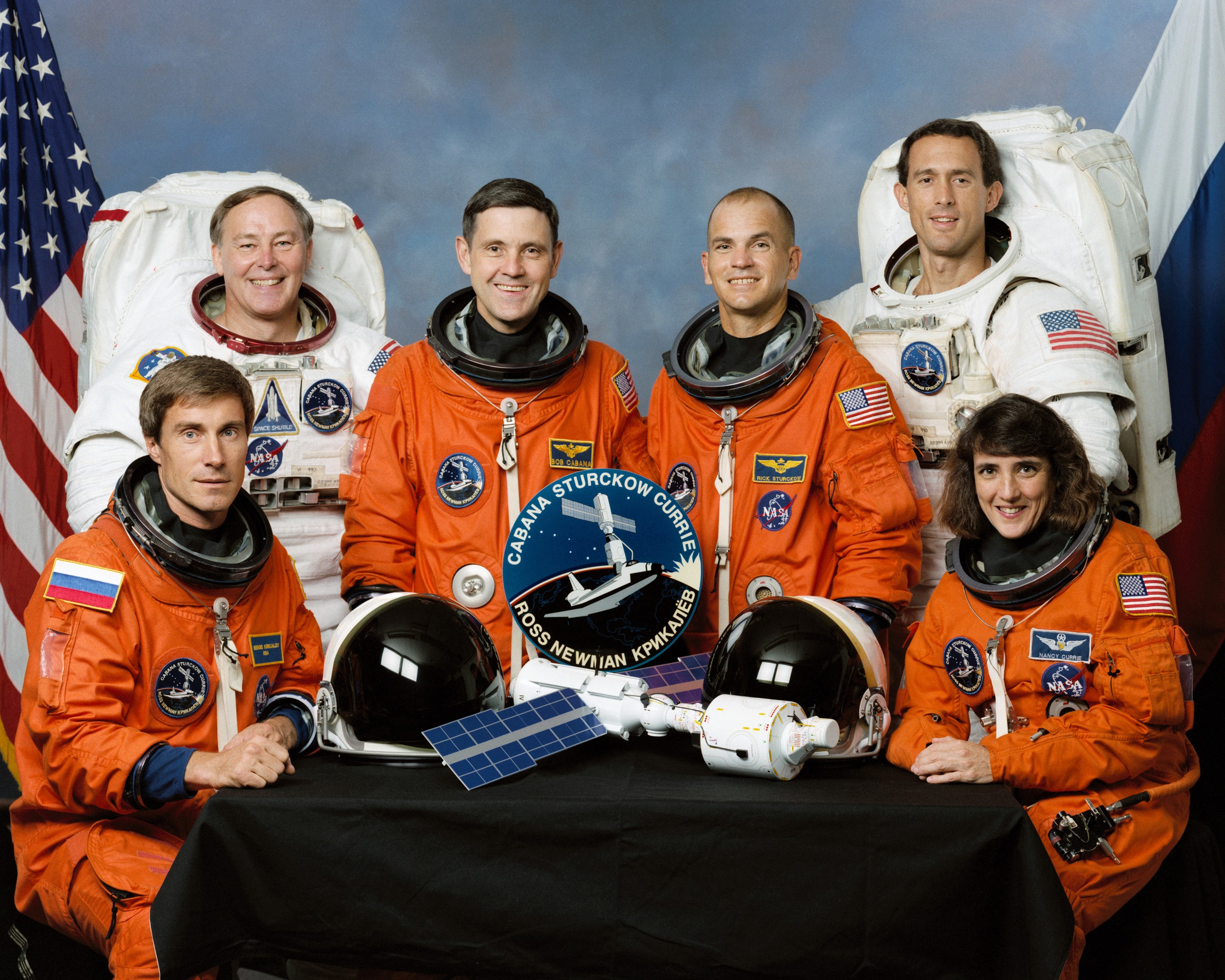
왼쪽에서 오른쪽으로 – 앞: 크리칼레프, 커리; 백: 로스, 카바나, 스터코우, 뉴먼

STS-88은 국제 우주 정거장(ISS)으로 향하는 최초의 우주왕복선 임무였다. 인데버 우주왕복선에 의해 비행되었으며 최초의 미국 모듈인 유니티 노드를 정거장까지 운반했다.
7일간의 임무는 미국에서 제작한 유니티 노드를 이미 궤도에 있는 자랴 모듈(Functional Cargo Block)과 결합하고 노드와 FGB 사이에 전원 및 데이터 전송 케이블을 연결하는 3개의 우주 유영으로 강조되었다. 보잉과 러시아 우주국이 제작한 자랴는 1998년 11월 카자흐스탄 바이코누르 우주기지에서 러시아 양성자 로켓에 실려 발사됐다.
STS-88 임무의 다른 페이로드에는 IMAX 카고 베이 카메라(ICBC), 아르헨티나 과학 응용 위성-S(SAC-A), 마이티샛 1 히치하이커 페이로드, 우주 실험 모듈(SEM-07) 및 게타웨이 스페셜 G-903이 포함되었다.

## 같이 보기
- 우주과학
- 우주왕복선